# Ogōri, Fukuoka
Ogōri (小郡市 Ogōri-shi) là một thành phố thuộc tỉnh Fukuoka, Nhật Bản. Thành phố được thành lập ngày 01 tháng 4 năm 1972. Tính đến năm 2003, dân số thành phố là 56.821 trên diện tích 45,50 km², mật độ là 1.248,81 người/km².

Map showing location of Ogori in Fukuoka Prefecture (as of 2006).

Ogori giáp ranh với Kurume về phía nam, Saga về phía đông, Chikushino ở phía bắc, và Chikuzen, Tachiarai ở phía tây.

## Người nổi tiếng
- Yukichi Chuganji (người đàn ông cao tuổi nhất thế giới, 114 tuổi)
- Shitsu Nakano (Người cao tuổi nhất ở Nhật, 113 tuổi)